# Wilhelm Ernst (Waldeck)
Wilhelm Ernst von Waldeck (* 8. Mai 1584; † 16. September 1598 in Tübingen) war der einzige Sohn des Grafen Günther von Waldeck (1557–1585) und dessen zweiter Ehefrau Margarethe geb. von Gleichen (1556–1619). Nach dem frühen Tod seines Vaters wurde er nominell Graf von Waldeck zu Wildungen, wobei seine Mutter für ihn die Regentschaft ausübte. Sein Erzieher war Philipp Nicolai, der ihm das Lied Wie schön leuchtet der Morgenstern widmete, dessen Strophenanfangsbuchstaben das gleiche Akrostichon bilden wie der volle Name Wilhelm Ernst Graf und Herr zu Waldeck: 1) Wie schön, 2) Ey meine Perl … 6) Zwingt die Saiten, 7) Wie bin ich.
Bereits während des Studiums an der Eberhard Karls Universität Tübingen starb Wilhelm Ernst am 16. September 1598 im Alter von 14 Jahren. Mit ihm erlosch die ältere Wildunger Linie des Hauses Waldeck im Mannesstamm. Sein Grab ist im Chor der Tübinger Stiftskirche erhalten.